# Politiske partier i Moldova
Dette er en liste over politiske partier i Moldova. Moldova har et flerpartisystem.
Kun partier som har repræsentation i Moldovas parlament er inkluderet i denne liste.
| Navn                                         | Navn | Navn på Dansk                               | Partiformand     | Politiske position                                                            | Ideologi                            | Parlament | Noter |
| -------------------------------------------- | ---- | ------------------------------------------- | ---------------- | ----------------------------------------------------------------------------- | ----------------------------------- | --------- | --- |
| Partidul Acțiune și Solidaritate             | PAS  | Parti for Handling og Solidaritet           | Igor Grosu       | Centrum-højre                                                                 | Liberalisme, Pro-EU                 | 63 / 101  | |
| Partidul Socialiștilor din Republica Moldova | PSRM | Parti for Socialister i Republikken Moldova | Igor Dodon       | Centrum-venstre til Venstrefløj                                               | Demokratisk socialisme, Pro-Rusland | 22 / 101  | Indgår i valgforbundet Blocul electoral al Comuniștilor și Socialiștilor. (Valgblokken af Kommunister og Socialister) |
| Partidul Comuniștilor din Republica Moldova  | PCRM | Kommunistiske Parti i Republikken Moldova   | Vladimir Voronin | Venstrefløj                                                                   | Socialisme, Pro-Rusland             | 10 / 101  | Indgår i valgforbundet Blocul electoral al Comuniștilor și Socialiștilor. (Valgblokken af Kommunister og Socialister) |
| Partidul Politic Șor                         | ȘOR  | Șor Parti                                   | Ilan Shor        | Venstrefløj på økonomisk politik, Centrum-højre til højrefløj på værdipolitik | Populisme, Pro-Rusland              | 6 / 101   | |